# Alfred Eikelenboom
Alfred Willem Eikelenboom (Tegal, Indonesië, 16 december 1936 – 19 mei 2014) was een Nederlandse beeldhouwer en graficus.

## Biografie
Eikelenboom werd in 1936 geboren in Indonesië. Nog voor de Tweede Wereldoorlog kwam hij met zijn ouders naar Nederland waar hij opgroeide in Den Haag. Eikelenboom studeerde van 1953 tot 1954 aan de Vrije Academie in Den Haag en van 1954 tot 1958 aan de Koninklijke Academie van Beeldende Kunsten in Den Haag. 
Alfred Eikelenboom hield zich vooral bezig met monumentale sculpturen, utopische modellen en architectonische voorstellen. Utopian Models noemde Eikelenboom zijn beelden. Voor zijn werk, dat behalve uit beelden ook bestaat uit tekeningen en abstracte schilderijen, bedacht hij zelf een kunststroming: het Nuovo Formalismo. In 2002 ontving Eikelenboom de oeuvreprijs van het Fonds voor Beeldende Kunsten, Vormgeving en Bouwkunst.
Hij heeft verschillende gastdocentschappen gehad: in 1971 aan de Technische Hogeschool Delft, in 1972 aan de Koninklijke Academie van Beeldende Kunsten in Den Haag, in 1980/1981 aan de Academie van Beeldende Kunsten in Rotterdam, in 1988/1989 aan de Academie voor Bouwkunst in Rotterdam en van 1990 tot 2000 aan de Vrije Academie in Den Haag.
Eikelenboom woonde zijn laatste jaren in Dordrecht. Hij was getrouwd en had een dochter.

## Tentoonstellingen (selectie)
- 1969: Haags Gemeentemuseum - Fly.In.City Dynamopolis
- 1978: Haags Gemeentemuseum - Utopian Models
- 1990: Städtische Galerie Schloss Oberhausen - Von Leipzig bis Amsterdam, 4. Biennale an der Ruhr
- 1991: Museum Boijmans Van Beuningen, Rotterdam - Utopian Models
- 1994: Stroom/HCBK, Den Haag - Utopian Models and paintings
- 1999/2000: Kunsthal, Rotterdam - Painting as a Project
- 2000: Architectuurcentrum Nijmegen - Nuovo Formalissimo/Fles van Klein
- 2007: Collectie-opstelling Kröller-Müller Museum
- 2009: Centrum voor actuele kunst, Kunstfort bij Vijfhuizen - Graphics on Grids
- 2010: Wetering Galerie, Amsterdam - Modellen en schilderijen
- 2013: Kunstenaarsruimte Locus Solus, Antwerpen - Het platonische ideaal

## Werk in de openbare ruimte (selectie)
- 1987: De Muur, IJplein, Amsterdam
- 1990: Voorterrein Huis van bewaring De Schie, Rotterdam
- 1990: Armamentarium, Delft
- 1991: Noordhove, Zoetermeer
- 1993: Camminghaburg Sickingastate, Leeuwarden
- 1994: Binnenterrein Nifterlake College, Maarssen
- 1994: Zonder titel Grote Markt, Den Haag, onderdeel van de Beeldengalerij P. Struycken
- 1996: Verkeersrotonde Van Boshuizenstraat/Europaboulevard, Amsterdam
- 1998: Koning Stadhouderlaan/Laan van de Mensenrechten, Apeldoorn
- 2006: Verpleeghuis Ter Valcke, Goes
- 2008: Prins Bernhardlaan, Best

## Fotogalerij

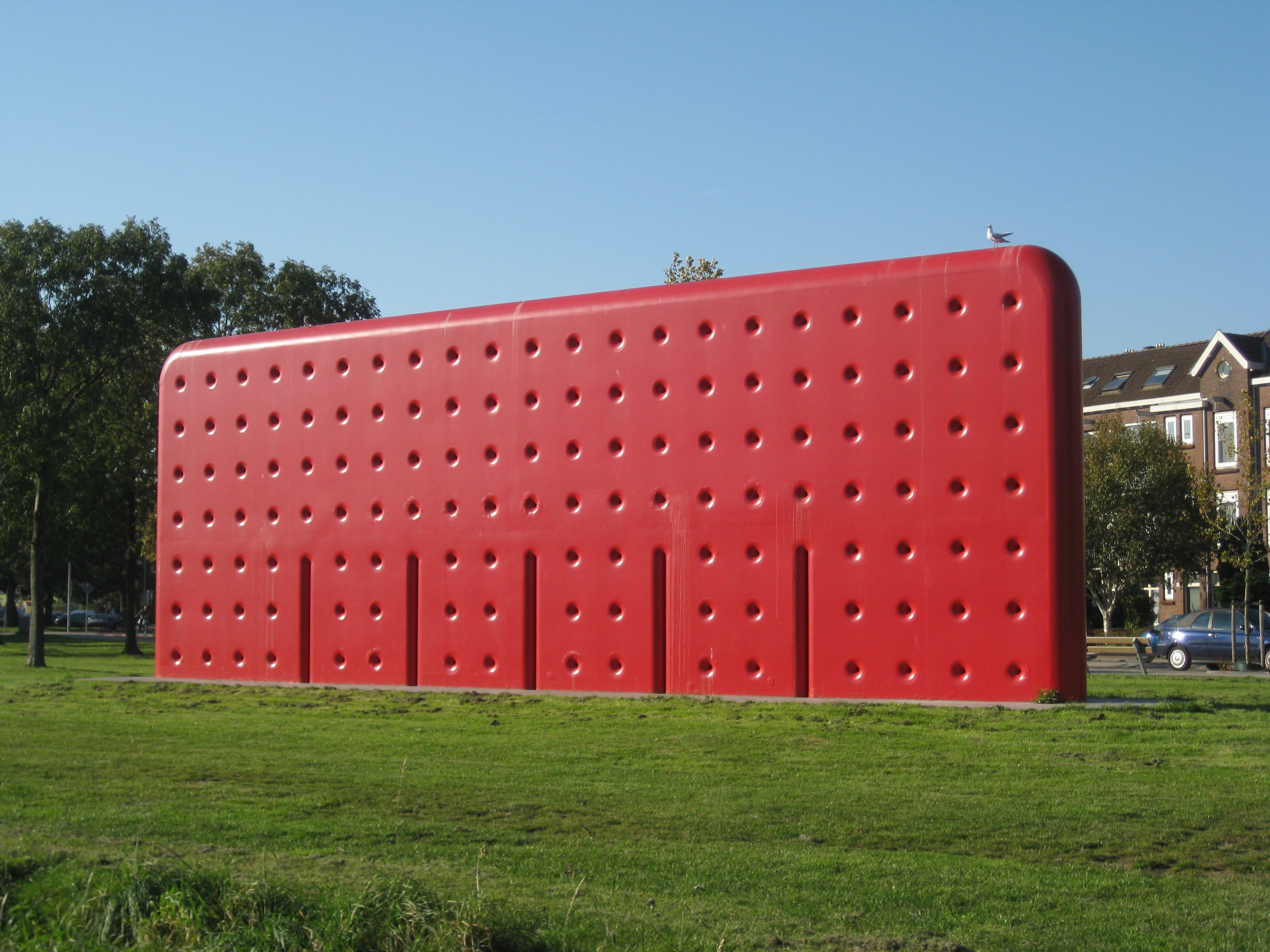
De Muur (1987), Amsterdam
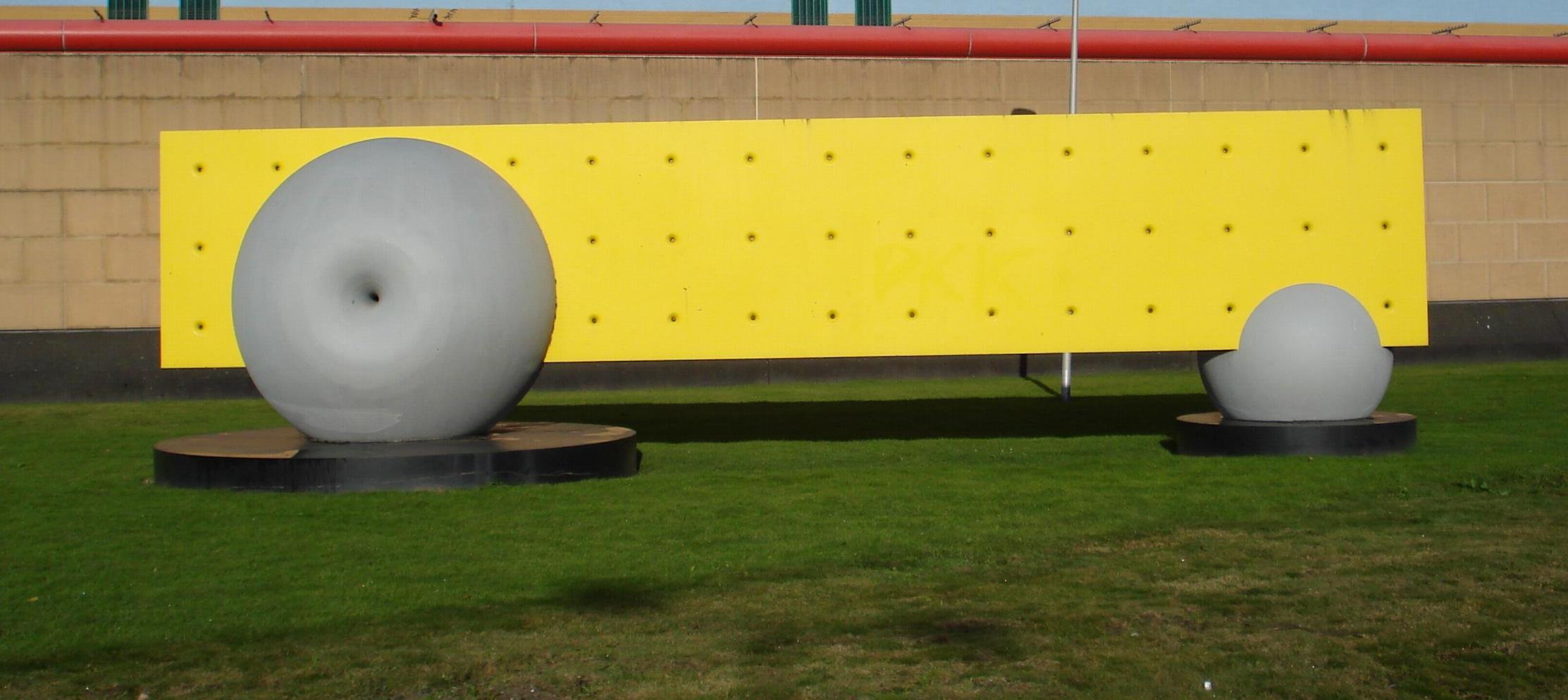
Sculptuur (1990) De Schie, Rotterdam
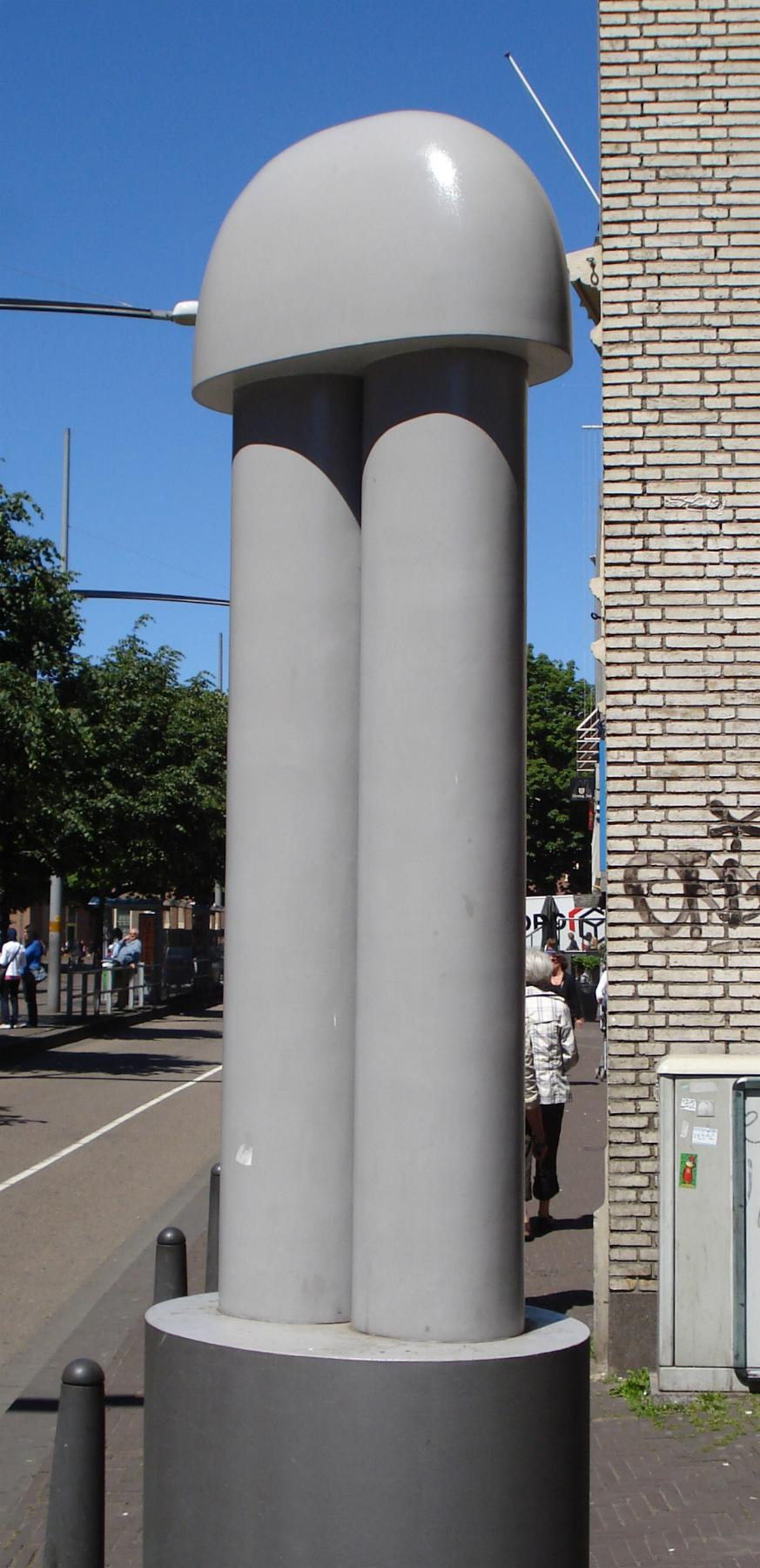
Zonder titel (1994), Den Haag
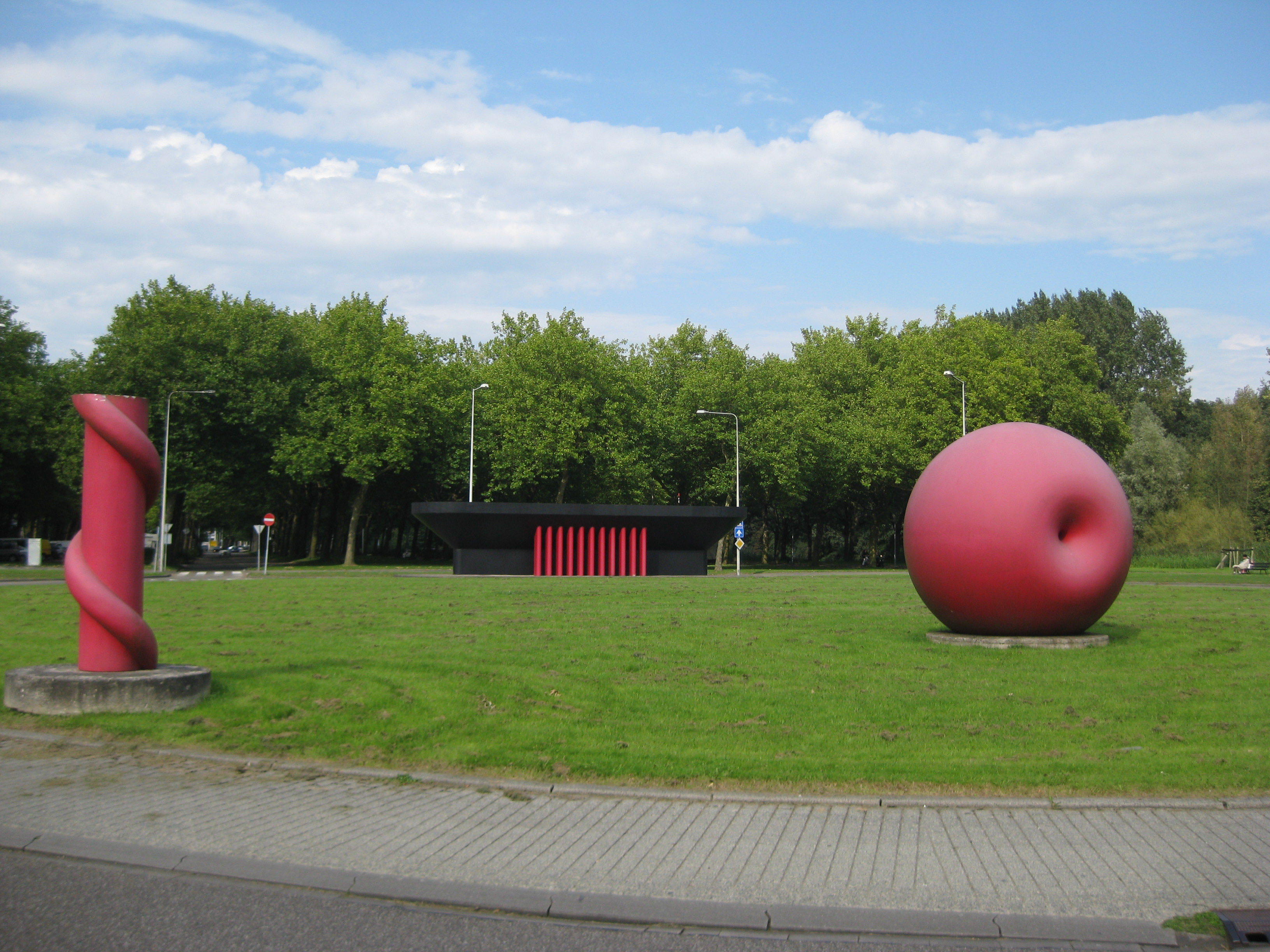
Rotondebeelden (1996) Europaboulevard, Amsterdam
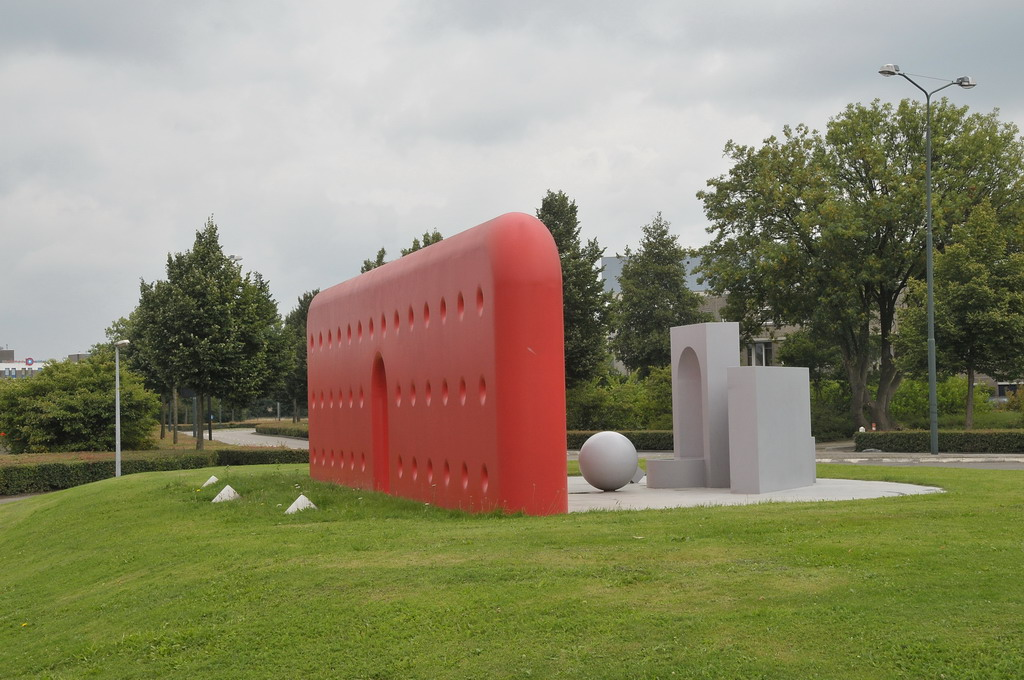
Monumentale sculptuur (1998), Apeldoorn